# Ecce homo (pel·lícula de 1918)
Ecce homo (també conegut com Le Soleil noir) és una pel·lícula francesa dirigida per Abel Gance el 1918, que va quedar inacabada.

## Argument
Una mena de profeta intenta consolar els homes al final de la Primera Guerra Mundial. Incomprès, està internat en un asil psiquiàtric. Per convèncer, finalment decideix utilitzar el cinema.

## Repartiment
- Albert t'Serstevens : Jean Novalic
- Sylvio de Pedrelli
- Berthe Bady
- Dourga

## Producció
Aquesta pel·lícula romandrà inacabada (3 hores de presses), i Abel Gance comença la pel·lícula J'accuse.
| «            | Ràpidament m'adono que el meu tema és massa elevat per a tot el que m'envolta, fins i tot per als meus actors que no emeten prou radioactivitat. Em mataré molt ràpidament si continuo donant aquesta tensió sense cap objectiu. | » |
| — Abel Gance | |   |